# Pseudomiltemia filisepala
Pseudomiltemia filisepala là một loài thực vật có hoa trong họ Thiến thảo. Loài này được (Standl.) Borhidi mô tả khoa học đầu tiên năm 2004.